# Stactobia wimmeri
Stactobia wimmeri är en nattsländeart som beskrevs av Malicky 1988. Stactobia wimmeri ingår i släktet Stactobia och familjen smånattsländor. Inga underarter finns listade i Catalogue of Life.